# Geografia de Ruanda

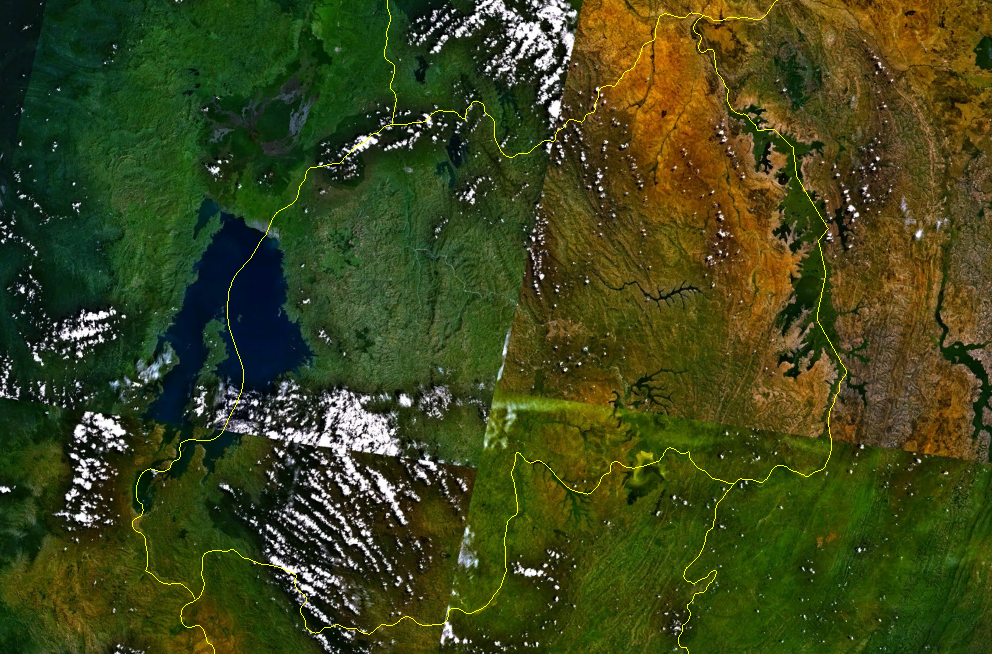
Ruanda vista por satélite

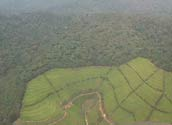
Área parcialmente desmatada

Ruanda é um país localizado no interior da África. Faz fronteira ao norte com Uganda, ao sul e a leste com Tanzânia e a oeste com a República Democrática do Congo. A fronteira com a República Democrática do Congo está estabelecida em grande parte pelo lago Kivu, sendo parte do Vale do Rift.
É um país muito acidentado, com muitas montanhas e vales, pelos quais é conhecido como o país das mil colinas.
Embora localizado somente a dois graus ao sul do equador, a elevada altitude de Ruanda torna o clima temperado. A temperatura média próxima ao lago Kivu, a uma altura de 1.963 metros é de 39°C. Durante as duas estações chuvosas (Fevereiro-Maio e Setembro-Dezembro), ocorrem enchentes prolongadas, alternadas com o tempo ensolarado. As médias pluviométricas anuais são de 80 centímetros, mas são mais intensas nas montanhas ocidentais e do noroeste do que nos savanas orientais.

## Dados gerais
Posição - África central, leste de República Democrática do Congo.
Coordenadas geográficas -  2°00 ′ S, 30°00 ′ E
Referência cartográfica - África
Área
- total: 26.338 km ²
- terra: 24.948 km²
- água: 1.390 km²

Limites territoriais
- total: 893 quilômetros
- países fronteiriços:
  - Burundi 290 km
  - República Democrática do Congo 217 km
  - Tanzânia 217 km
  - Uganda 169 km

Clima - Temperado; duas estações chuvosas (fevereiro a julho, e novembro a janeiro); suave nas montanhas com geada e neve nas partes mais altas.
Terreno - Na maior parte terras altas e montes gramíneos; o relevo é montanhoso com a altura que declina de oeste para leste.
Extremos de elevação
- ponto o mais baixo: Rio Ruzizi 950m
- ponto o mais elevado: Vulcão Karisimbi 4.519m

Recursos naturais - Ouro, cassiterita (minério da lata), wolframita (minério do tungstênio), metano, potencial hidrelétrico, terra arável.
Uso da terra
- terra arável: 45.56%
- cultivo permanente: 10.25%
- outros: 44.19% (2005)

Terra irrigada - 40 km² (est 1998)
Perigos narurais - Montanhas vulcânicas Birunga no noroeste ao longo da divisa com a República Democrática do Congo.
Ambiente - assuntos atuais - desflorestação resultante do corte de árvores para a extração de madeira, usadas como combustível; uso intensivo de pastagens; empobrecimento e erosão do solo; caça excessiva
Ambiente - acordos internacionais
- é parte de - Biodiversidade, Mudanças Climáticas, Desertificação, Espécies ameaçadas, Banimento de testes nucleares
- assinou mas não ratificou - Lei do mar

Geografia - nota - É um país interior, não possui litoral, população predominantemente rural.